# Roffey (Yonne)
Roffey település Franciaországban, Yonne megyében. Lakosainak száma 146 fő (2022. január 1.). Roffey Marolles-sous-Lignières, Bernouil, Tronchoy és Vézinnes községekkel határos.

## Népesség
A település népessége az elmúlt években az alábbi módon változott:
| Lakosok száma | 144  | 143  | 146  | 141  | 141  | 141  | 141  | 143  | 146  |
|               | 2013 | 2015 | 2016 | 2017 | 2018 | 2019 | 2020 | 2021 | 2022 |